# Radif

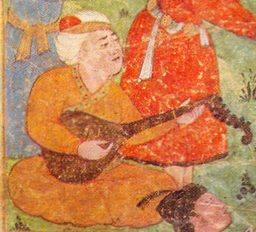
Barbad

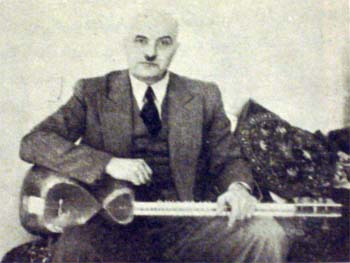
Ali-Naghi Waziri (1887–1979)

Radif (pers. ‏ ردیف‎, oznaczający porządek, model, ciąg) – repertuar irańskiej muzyki klasycznej oparty na melodiach tradycyjnych, przekazywany ustnie z pokolenia na pokolenie przez mistrzów, tzw. ostad (pers. استاد, nauczyciel, mistrz), uczniom sztuki muzycznej, podstawa dla improwizacji.
Repertuar obejmuje około 400 krótkich utworów, trwających od piętnastu sekund do dwóch minut, tzw. gusze (oznaczający róg), charakteryzujących się różną tonacją, melodią i motywami, zaaranżowanych w dwanaście systemów tonalnych tzw. dastgah (pers. دستگاه, oznaczający system) – siedem systemów podstawowych: szur, segah, czahargah, mahur, homajun, nawa i rastpandżgah i pięć wtórnych, tzw. awaz, na bazie szur (abu’ata, daszti, bajat-e tork i afszari) i homajun (bajat-e esfahan). Każdy gusze ma swoją własną nazwę nawiązującą np. do jego miejsca w systemie, charakterystyki czy też do nazwiska muzyka.
Radif może być zarówno wokalny jak i instrumentalny – wykonywany na lutniach tar i setar, cytrze santur, skrzypcach kamancze czy flecie naj.
W 2009 roku radif został wpisany na listę niematerialnego dziedzictwa UNESCO.

## Historia
Genezy radifu upatruje się w działalności Barbada – nadwornego muzyka i poety władcy Iranu z dynastii Sasanidów Chosroua II Parwiza (591–628). Barbad stworzył system muzyczny oparty na siedmiu skalach tzw. chosrawani, trzydziestu lahn i 360 melodii dastan na każdy dzień roku wykonywanych na przyjęciach królewskich.
Na rozwój i formę radifu wpływ miała religia islamu. Radif wykonywany był solo lub przez małe zespoły na dworach królewskich, w domach i ogrodach arystokracji, a także podczas spotkań bractw sufickich.
Podstawowym instrumentem do nauki radifu była czterostrunowa lutnia setar. Radif nauczany był ze słuchu, bez zapisu nutowego, uczniowie uczyli się na pamięć. Nauczyciel lub starszy stażem uczeń grał lub śpiewał określoną frazę a uczniowie ją powtarzali. Uczniowie nie mogli występować przed publicznością bez pozwolenia nauczyciela.
W XX wieku irański muzykolog Ali-Naghi Waziri (1887–1979) opracował pierwszą nutową transkrypcję radifów Mirzy Abdollaha i Aghi Hosejn-Gholego. Wersja ta była pierwotnie uznawana za zaginioną, odnalazła się u ucznia Waziriego, Musy Marufiego (1889–1965), który opracował materiał mistrza, dodając krótsze radify Darwisza Chana oraz zapisy Mahdi Gholego Hedajata. Dzieło Marufiego zostało wydane przez irańskie Ministerstwo Kultury i Sztuki w 1963 roku.